# Christian von Massenbach
Le baron Christian Karl August Ludwig von Massenbach, né à Schmalkalden, en landgraviat de Hesse-Cassel, le 16 avril 1758 et mort à Bialokosz dans le grand-duché de Posen le 21 novembre 1827, est un écrivain allemand.